# 100 mètres féminin aux Jeux olympiques d'été de 1984 (athlétisme)
Pour un article plus général, voir Athlétisme aux Jeux olympiques d'été de 1984.
Navigation
Moscou 1980 Séoul 1988
L'épreuve du 100 mètres féminin aux Jeux olympiques de 1984 s'est déroulée les 4 et 5 août 1984 au Memorial Coliseum de Los Angeles, aux  États-Unis. Elle est remportée par l'Américaine Evelyn Ashford qui établit un nouveau record olympique en 10 s 97.

## Faits marquants
46 concurrentes représentant 33 nations participent à l'épreuve.
En raison du boycott du bloc de l'Est, l'absence de Marlies Göhr fait d'Evelyn Ashford la favorite de l'épreuve. Cependant, l'Américaine, qui s'était blessée durant la finale des Championnats du monde de 1983, avait de nouveau connu une alerte aux sélections olympiques américaines. 
Elle réalise le meilleur temps des séries en 11 s 06, ainsi qu'en demi-finale où elle bat la Jamaïcaine Merlene Ottey-Page (11 s 03 contre 11 s 17).
Alice Brown prend la tête de la finale, puis est dépassée par Ashford et la troisième Américaine Jeanette Bolden. Ashford creuse un écart de 1,50 m et franchit la ligne en 10 s 97, nouveau record olympique, devant Brown et Ottey-Page. 
La confrontation entre Ashford et Göhr aura lieu deux semaines plus tard à Zurich, où l'Américaine établira un nouveau record du monde.

## Résultats

### Finale
| Rang               | Athlète            | Pays            | Temps   | Notes |
| ------------------ | ------------------ | --------------- | ------- | ----- |
| Médaille d'or      | Evelyn Ashford     | États-Unis      | 10 s 97 | OR    |
| Médaille d'argent  | Alice Brown        | États-Unis      | 11 s 13 |       |
| Médaille de bronze | Merlene Ottey-Page | Jamaïque        | 11 s 16 |       |
| 4                  | Jeanette Bolden    | États-Unis      | 11 s 25 |       |
| 5                  | Grace Jackson      | Jamaïque        | 11 s 39 |       |
| 6                  | Angela Bailey      | Canada          | 11 s 40 |       |
| 7                  | Heather Oakes      | Grande-Bretagne | 11 s 43 |       |
| 8                  | Angella Taylor     | Canada          | 11 s 62 |       |

### Demi-finales
Les quatre premières de chaque demi-finale se qualifient pour la finale.

#### Série 1
| Rang | Athlète            | Pays       | Temps   | Note |
| ---- | ------------------ | ---------- | ------- | ---- |
| 1    | Evelyn Ashford     | États-Unis | 11 s 03 | Q    |
| 2    | Merlene Ottey-Page | Jamaïque   | 11 s 17 | Q    |
| 3    | Grace Jackson      | Jamaïque   | 11 s 27 | Q    |
| 4    | Angella Taylor     | Canada     | 11 s 36 | Q    |
| 5    | Helinä Marjamaa    | Finlande   | 11 s 37 |      |
| 6    | Marie-France Loval | France     | 11 s 64 |      |
| 7    | Liliane Gaschet    | France     | 11 s 68 |      |
| 8    | Cécile Ngambi      | Cameroun   | 11 s 91 |      |

#### Série 2
| Rang | Athlète           | Pays                 | Temps   | Note |
| ---- | ----------------- | -------------------- | ------- | ---- |
| 1    | Alice Brown       | États-Unis           | 11 s 31 | Q    |
| 2    | Jeanette Bolden   | États-Unis           | 11 s 48 | Q    |
| 3    | Angela Bailey     | Canada               | 11 s 54 | Q    |
| 4    | Heather Oakes     | Grande-Bretagne      | 11 s 57 | Q    |
| 5    | Rose-Aimée Bacoul | France               | 11 s 58 |      |
| 6    | Heide-Elke Gaugel | Allemagne de l'Ouest | 11 s 62 |      |
| 7    | Pauline Davis     | Bahamas              | 11 s 70 |      |
| 8    | Juliet Cuthbert   | Jamaïque             | 11 s 80 |      |

### Quarts de finale
Les quatre premières de chaque quart de finale passent en demi-finale.

#### 1erquart de finale
| Rang | Athlète           | Pays                 | Temps   | Note |
| ---- | ----------------- | -------------------- | ------- | ---- |
| 1    | Evelyn Ashford    | États-Unis           | 11 s 21 | Q    |
| 2    | Angela Bailey     | Canada               | 11 s 47 | Q    |
| 3    | Heide-Elke Gaugel | Allemagne de l'Ouest | 11 s 50 | Q    |
| 4    | Liliane Gaschet   | France               | 11 s 51 | Q    |
| 5    | Els Vader         | Pays-Bas             | 11 s 56 |      |
| 6    | Angela Williams   | Trinité-et-Tobago    | 11 s 89 |      |
| 7    | Doris Wiredu      | Ghana                | 12 s 00 |      |
| 8    | Binta Jambane     | Mozambique           | 12 s 57 |      |

#### 2equart de finale
| Rang | Athlète            | Pays                | Temps   | Note |
| ---- | ------------------ | ------------------- | ------- | ---- |
| 1    | Merlene Ottey-Page | Jamaïque            | 11 s 12 | Q    |
| 2    | Rose-Aimée Bacoul  | France              | 11 s 37 | Q    |
| 3    | Angella Taylor     | Canada              | 11 s 42 | Q    |
| 4    | Cécile Ngambi      | Cameroun            | 11 s 82 | Q    |
| 5    | Gillian Forde      | Trinité-et-Tobago   | 11 s 86 |      |
| 6    | Lydia de Vega      | Philippines         | 11 s 97 |      |
| 7    | Shirley Thomas     | Grande-Bretagne     | 12 s 13 |      |
| 8    | Françoise M'Pika   | République du Congo | 12 s 60 |      |

#### 3equart de finale
| Rang | Athlète                   | Pays                   | Temps   | Note |
| ---- | ------------------------- | ---------------------- | ------- | ---- |
| 1    | Alice Brown               | États-Unis             | 11 s 35 | Q    |
| 2    | Helinä Marjamaa           | Finlande               | 11 s 51 | Q    |
| 3    | Heather Oakes             | Grande-Bretagne        | 11 s 54 | Q    |
| 4    | Juliet Cuthbert           | Jamaïque               | 11 s 71 | Q    |
| 5    | Eldece Clarke             | Bahamas                | 11 s 85 |      |
| 6    | France Gareau             | Canada                 | 11 s 88 |      |
| 7    | Christa Schumann-Lottmann | Guatemala              | 12 s 23 |      |
|      | Felicia Candelario        | République dominicaine | DNS     |      |

#### 4equart de finale
| Rang | Athlète            | Pays       | Temps   | Note |
| ---- | ------------------ | ---------- | ------- | ---- |
| 1    | Grace Jackson      | Jamaïque   | 11 s 38 | Q    |
| 2    | Jeanette Bolden    | États-Unis | 11 s 42 | Q    |
| 3    | Marie-France Loval | France     | 11 s 56 | Q    |
| 4    | Pauline Davis      | Bahamas    | 11 s 61 | Q    |
| 5    | Teresa Rioné       | Espagne    | 11 s 76 |      |
| 6    | Esmeralda Garcia   | Brésil     | 11 s 82 |      |
| 7    | Ruth Enang Mesode  | Cameroun   | 12 s 02 |      |
| 8    | Nzaeli Kyomo       | Tanzanie   | 12 s 53 |      |

## Légende
Records et Performances
- AR : Record continental (area record)
- CR : Record des championnats (championship record)
- MR : Record du meeting (meet record)
- NR : Record national (national record)
- OR : Record olympique (olympic record)
- PR : Record paralympique (paralympic record)
- PB : Record personnel (personal best)
- SB : Meilleure performance personnelle de la saison (season's best)
- WL : Meilleure performance mondiale de l'année (world leader)
- WJR : Record du monde junior (world junior record)
- WR : Record du monde (world record)

Circonstances et Conditions
- DNF : N'a pas terminé (did not finish)
- DNS : N'a pas pris le départ (did not start)
- DQ : Disqualification (disqualification)
- NM : Aucun essai valable enregistré (No Mark)
- Q : Qualifié « directement » au prochain tour (ou à la prochaine compétition), lors d'une compétition majeure, grâce au classement ou à la réalisation des minima (automatic qualifier)
- q : Qualifié au prochain tour (ou à la prochaine compétition), lors d'une compétition majeure, grâce au repêchage ou à la réalisation de l'une des meilleures performances parmi celles des « non qualifiés directement » (grâce au meilleur temps ou à la meilleure distance par exemple) (secondary qualifier)